# Wajima
Wajima è una città giapponese della prefettura di Ishikawa.